# Kunlun
El Kunlun (xinès tradicional: 崑崙, xinès simplificat: 昆仑, pinyin: Kūnlún) és una serralada de l'Àsia central, entre l'Himàlaia i el Tian Shan. És una de les cadenes muntanyenques més llargues de l'Àsia i s'estén al llarg de més de 2.000 km. La definició exacta de les muntanyes Kunlun varia amb el temps. Fonts més antigues utilitzaven Kunlun per significar el cinturó de muntanya que recorre el centre de la Xina, és a dir, Muntanyes Altun juntament amb les muntanyes Qilian i Qin. Fonts recents situen la serralada de Kunlun formant la major part del costat sud de la conca del Tarim i després continuant cap a l'est, al sud de l'Altyn Tagh. Sima Qian (Registres del Gran Historiador, rotllo 123) diu que l'Emperador Wu de Han va enviar homes a trobar la font del riu Groc i va donar el nom de Kunlun a les muntanyes a la seva font. El nom sembla haver-se originat com una ubicació semi-mítica al text clàssic xinès Clàssic de les muntanyes i els mars.

## Descripció
El vessant sud forma el marge septentrional de l'altiplà del Tibet, mentre que el marge nord s'estén fins al sud de la depressió del riu Tarim, la falla de l'Altin Tagh i els inhòspits deserts del Taklamakan i de Gobi. Un nombre important de rius neixen al Kunlun, incloent-hi el Karakash (o riu del Jade Negre) i el Yurungkash (o riu del Jade Blanc), que solquen la conca endorreica del Taklamakan i formen en aquest curs oasis com el de Khotan.
La muntanya més alta del Kunlun es troba al massís del Kongur Tagh, situat al marge més occidental de la serralada (no gaire lluny de la carretera del Karakoram), amb dos cims principals: el Kongur, de 7.719 m i el Kongur-Tiube, de 7.595 m. El segueix en alçada el famós Muztagh Ata (literalment, el 'Pare de les muntanyes de gel'), de 7.546 m, tercera muntanya en alçada del Kunlun occidental, molt a prop del llac Kara Köl (Pamir) i de la carretera del Karakoram.
L'Arka Tagh, una altra cadena de muntanyes que s'estén a 40 km al sud de la falla de l'Altin Tagh, es troba al centre del Kunlun. El seu punt més elevat, l'Ulugh Muztagh, de 6.973 m, va ser considerat durant força anys el pic més alt del Kunlun, ja que se li atribuïa una alçada de 7.723 m. Un altre pic destacat n'és la Dea del Kunlun, de 7.167 m.
Les muntanyes de Bayankala, una altra branca muntanyosa al sud del Kunlun, formen la partió entre les dues conques fluvials més grans de la Xina: la del Iang-Tsé i la del Huang-He o riu Groc.

## Extensió

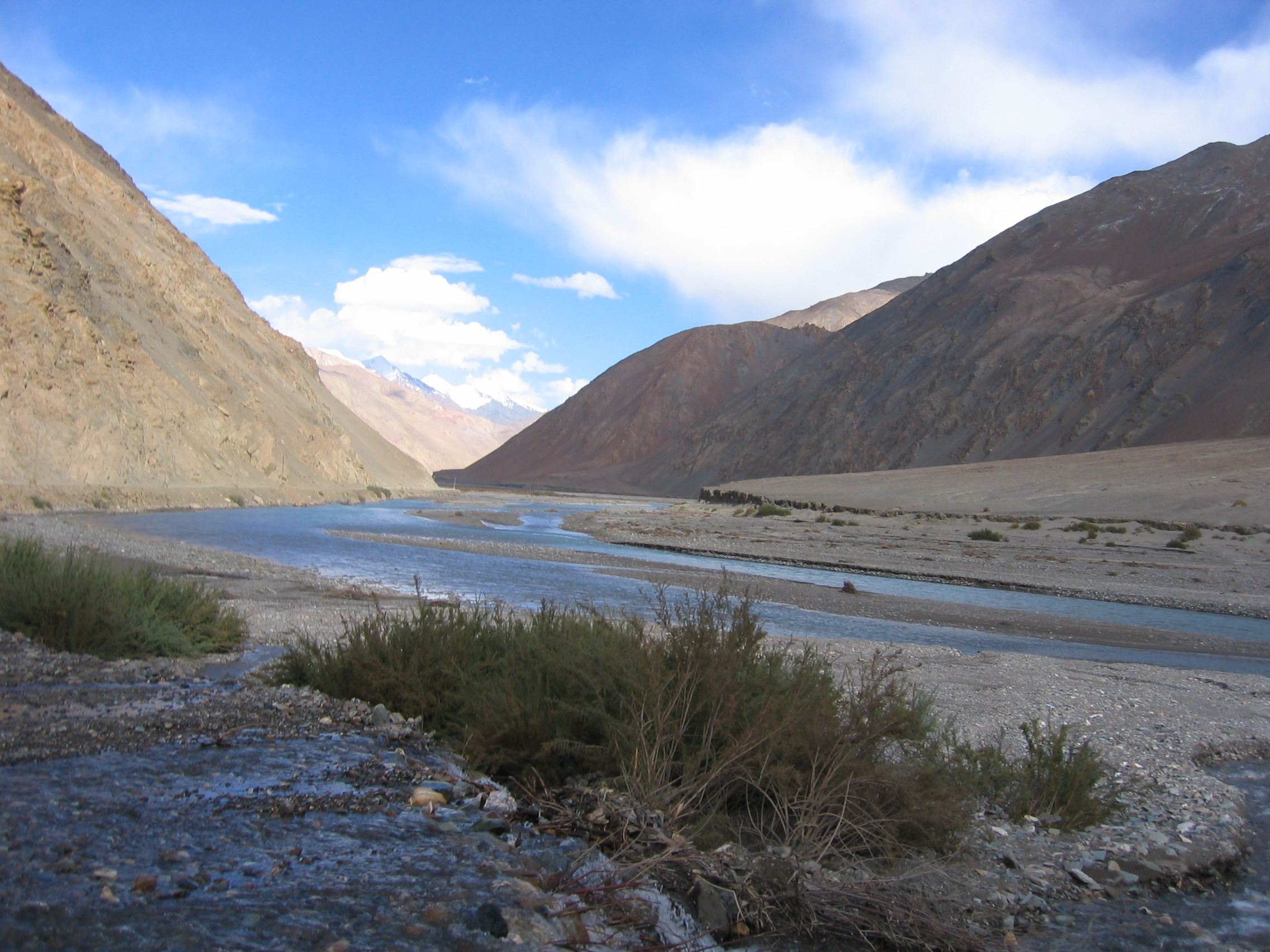
Riu Karakash al Kunlun Shan occidental, vist des de l'autopista Tibet-Xinjiang

Des del Pamir de Tadjikistan, que va des de l'est al llarg de la frontera entre Xinjiang i les regions autònomes del Tibet, fins al fit sinotibetà en la província de Qinghai.

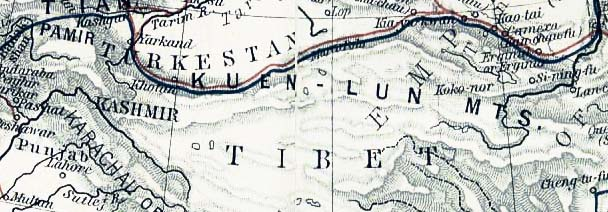
Gamma Kunlun

S'estenen al llarg de la vora sud del que ara s'anomena la conca del Tarim, l'infame desert de Takla Makan i el desert de Gobi. Diversos rius importants surten de la serralada, com ara el riu Karakash ('riu Jade negre') i el riu Yurungkash ('riu Jade blanc'), que flueixen a través de l'oasi Khotan fins al desert de Taklamakan. Al sud del Kunlun hi ha la regió de Changtang, poc poblada, que forma part de l'altiplà tibetà.

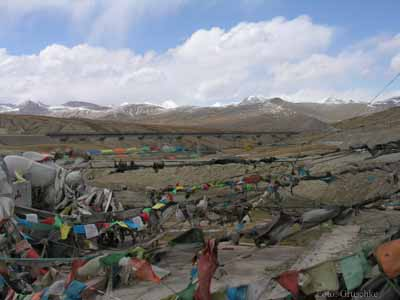
El pas de Kunlun

Muntanyes Altun o Altun Range és una de les principals serres del nord del Kunlun. La seva extensió al nord-est Qilian Shan és una altra de les principals serralades del nord del Kunlun. A l'extensió principal sud hi ha el Min Shan. Les muntanyes de Bayan Har, una branca meridional de les muntanyes de Kunlun, formen la conca hidrogràfica entre les conques de captació dels dos rius més llargs de la Xina, el Iang-Tsé i el riu Groc.
La muntanya més alta del Kunlun Shan és la deessa Kunlun (7.167 m) a la zona de Keriya a l'oest de Kunlun Shan. Algunes autoritats afirmen que el Kunlun s'estén més cap al nord-oest fins a Kongur Tagh (7.649 m) i el famós Muztagh Ata (7.546 m). Però aquestes muntanyes estan físicament molt més lligades al grup del Pamir (antic Mont Iméon). L'Arka Tagh (muntanya de l'arc) es troba al centre del Kunlun Shan; els seus punts més alts són Ulugh Muztagh (6.973 m) i Bukadaban Feng (6.860 m). A l'est de Kunlun Shan els cims més alts són Yuzhu Peak (6.224 m) i Amne Machin [també Dradullungshong] (6.282 m); aquest últim és el cim principal oriental de la serralada de Kunlun Shan i, per tant, es considera l'extrem oriental de la serralada de Kunlun Shan.
La serralada es va formar a les vores septentrionals de la placa Cimmeria durant la seva col·lisió, al Triàsic tardà, amb Sibèria, que va provocar el tancament de l'oceà Paleotetis.
La serra té molt poques carreteres i en els seus 3.000 només dos km de llargada. A l'oest, la carretera 219 travessa la serralada en ruta des de Yecheng, Xinjiang, fins a Lhatse, Tibet. Més a l'est, la carretera 109 creua entre Lhasa i Golmud.

### Grup Volcànic Kunlun
Més de 70 cons volcànics formen el grup volcànic de Kunlun. No són muntanyes volcàniques, sinó cons. Com a tal, no es compten entre els cims de les muntanyes volcàniques del món. El grup, però, reuneix les altures de 5.808 m sobre el nivell del mar (35° 30′ N, 80° 12′ E / 35.5°N,80.2°E). Si es consideressin muntanyes volcàniques, constituirien el volcà més alt d'Àsia i la Xina i el segon més alt de l'hemisferi oriental (després del Kilimanjaro) i un dels set cims volcànics per altitud. (La muntanya Damavand és el volcà més alt d'Àsia, no els cons Kunlun.) L'última erupció coneguda en el grup volcànic va ser el 27 de maig de 1951.

## Història i mitologia

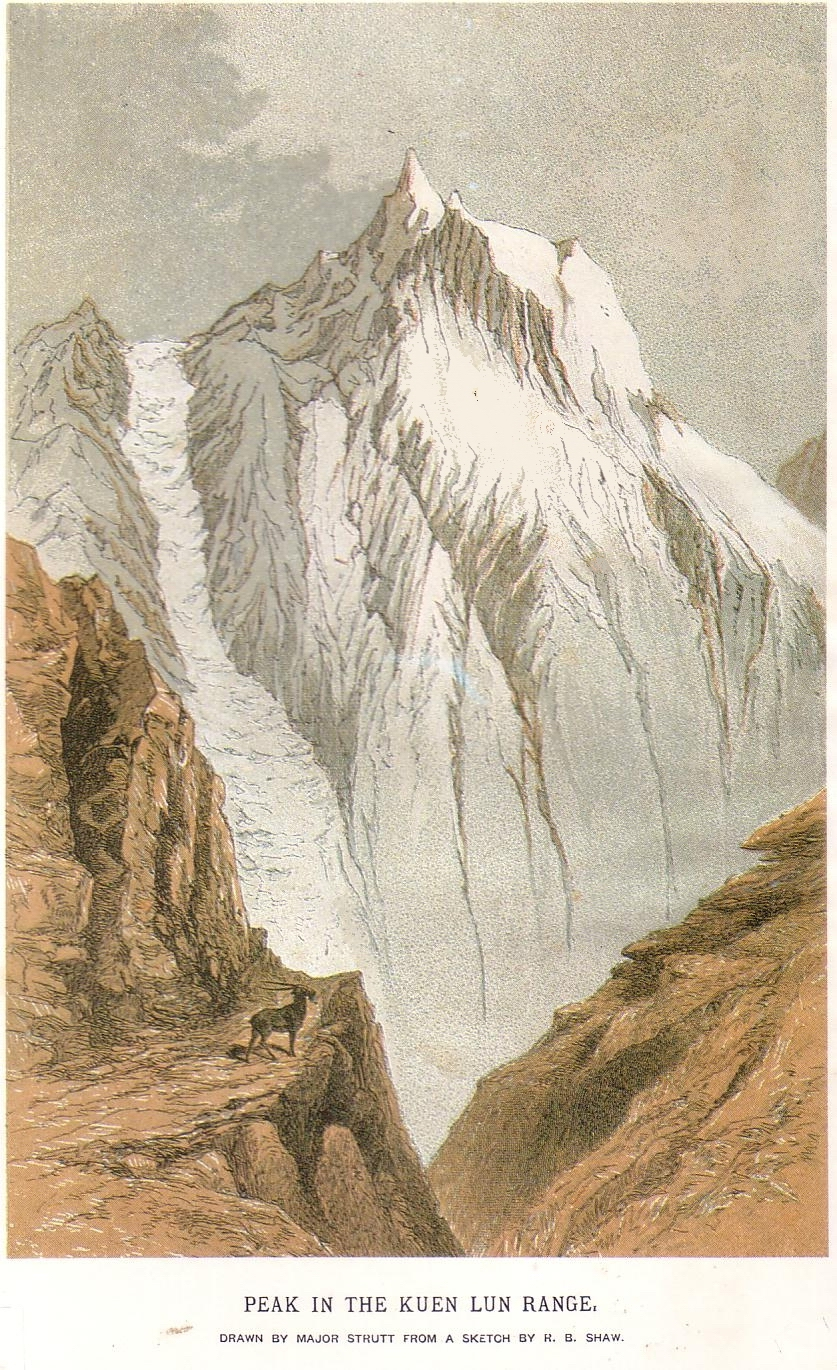
Cim a la serralada de Kunlun

Les muntanyes llegendàries i místiques són un tema antic de la civilització xinesa. Kunlun és originalment el nom d'una muntanya mítica que es creu que és un paradís taoista.
Kunlun és una regió semimítica no gaire lluny de la font del riu Groc. Les muntanyes Kunlun van entrar a la ideologia xinesa durant el període dels Regnes Combatents (475-221 BCE), i estan integrats estretament a la cultura xinesa.
Segons la llegenda, el primer que va visitar aquest paradís va ser el rei Mu (976-922 aC), de la dinastia Zhou. Suposadament, va descobrir el Palau de Jade de Huang Di, el mític emperador Groc, creador de la cultura xinesa, i alhora va trobar-se amb Hsi Wang Mu, o l'esperit mare de l'oest, tradicionalment anomenada la 'Reina Mare de l'Oest', que era objecte d'un antic culte religiós en l'època de la dinastia Han.
És també un dels llocs on se suposa que era la mítica ciutat de Xangri-La. Al Llibre de les muntanyes i els mars s'esmenten les muntanyes de Kunlun: 昆仑之丘，是实惟帝下之都，神陆吾司之。, que significa "El turó de Kunlun, que és la capital de l'emperador i el déu de la terra".
Gu Jiegang divideix el sistema de la mitologia xinesa en el sistema Kunlun i el sistema Penglai basat en les regions oriental i occidental. Ell creu que el mite de Kunlun «s'origina a l'altiplà occidental, i les seves històries màgiques i magnífiques s'estenen cap a l'est, i després segueixen el vast i il·limitat mar. La combinació d'aquestes condicions naturals ha format el sistema de mitologia Penglai a les zones costaneres de Yan, Wu, Qi i Yue».
En la mitologia, la muntanya Kunlun és el lloc de naixement i lloc ancestral de la nació xinesa. En la mitologia, la muntanya Kunlun és el centre del cel i la terra. Puja al cel i és l'escala cap al cel. El sistema de la "mitologia Kunlun" té la muntanya Kunlun com un lloc emblemàtic, i se centra principalment en els mites i històries de personatges relacionats com l'Emperador Groc i la Reina Mare d'Occident (Xiwangmu). Històries com ara Kuafu perseguint el sol, la ira de Gonggong tocant la muntanya de Buzhou i Chang'e volant a la lluna provenen de la mitologia Kunlun.
Mao Dun va assenyalar: «Els pobles primitius imaginaven que els déus vivien en grup, i també s'imaginaven que els déus vivien a les muntanyes extremadament altes, de manera que la muntanya més alta del territori es va convertir en la residència dels déus en la mitologia. La idea mística d'això és el que va passar». El mite xinès és equivalent al de Kunlun.

## En la cultura popular
Les muntanyes Kunlun (escrites "Kuen-Lun" al llibre) es descriuen com la ubicació del monestir de Xangri-La a la novel·la de 1933 Lost Horizon de l'escriptor anglès James Hilton.
Les muntanyes són el lloc de la ciutat fictícia de K'un Lun a la sèrie Iron Fist de Marvel Comics i al programa de televisió del mateix nom.
A Sly Cooper and the Thievius Raccoonus i Sly 3: Honor Among Thieves, les muntanyes Kunlun són la ubicació d'un dels episodis, i són la llar del Panda Rei dels Cinc Fiendish.